# Îles Shiant
Les îles Shiant, en anglais Shiant Islands, en gaélique écossais Na h-Eileanan Mòra, est un groupe d'îles du Royaume-Uni situé en Écosse.

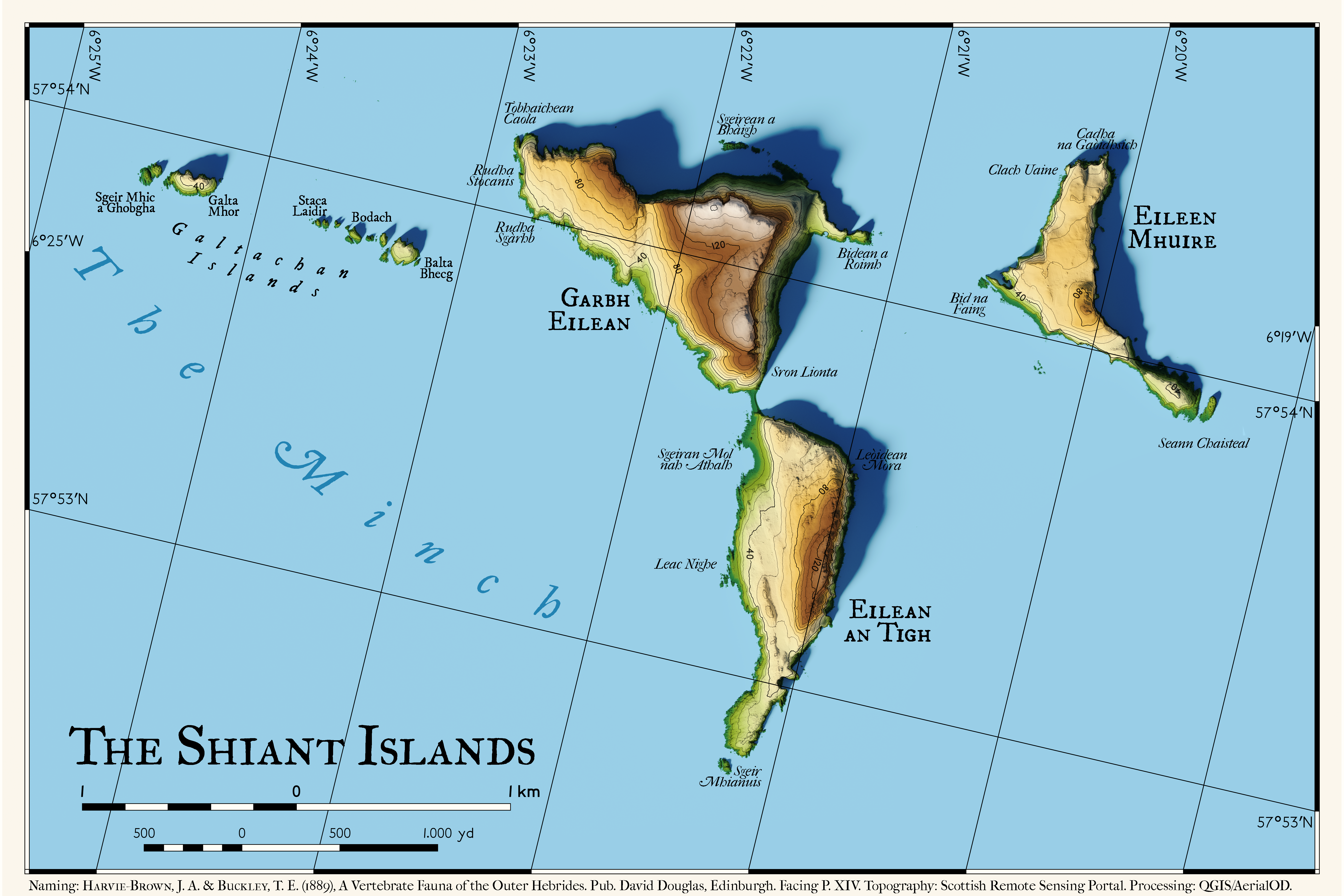
Carte topographique des îles Shiant.